# Handball-Bundesliga 2022-2023
L'Handball-Bundesliga 2022-2023, conosciuta come LIQUI MOLY Bundesliga 2022-2023 per motivi di sponsorizzazione, è la 58ª edizione del torneo di primo livello del campionato tedesco di pallamano maschile.

## Squadre partecipanti
Partecipano 18 squadre da tutta la Germania. Di queste, 16 sono qualificate dalla stagione 2021–22 mentre le altre due sono promosse dalla 2. Handball-Bundesliga: Vfl Gummersbach, i campioni e ASV Hamm-Westfalen come seconda.
| Squadra              | Città       | Arena                         | Capacità    |
| -------------------- | ----------- | ----------------------------- | ----------- |
| Füchse Berlino       | Berlino     | Max-Schmeling-Halle           | 9,000       |
| Bergischer           | Solingen    | Klingenhalle Uni-Halle        | 3,200 2,600 |
| Gummersbach          | Gummersbach | Schwalbe Arena                | 4,132       |
| Stoccarda            | Bittenfeld  | SCHARRena Porsche-Arena       | 2,251 6,211 |
| Hamm-Westfalen       | Hamm        | Westpress Arena               | 2,650       |
| Amburgo              | Amburgo     | Alsterdorfer Sporthalle       | 7,000       |
| Erlangen             | Erlangen    | Arena Nürnberger Versicherung | 8,308       |
| Flensburg-Handewitt  | Flensburgo  | Flens-Arena                   | 6,300       |
| Frisch Auf Göppingen | Göppingen   | EWS Arena                     | 5,600       |
| Hannover-Burgdorf    | Hannover    | Swiss Life Hall               | 9,850 4,150 |
| Kiel                 | Kiel        | Sparkassen-Arena              | 10,285      |
| Lipsia               | Lipsia      | Arena Leipzig                 | 6,327       |
| Lemgo                | Lemgo       | Lipperlandhalle               | 4,790       |
| Magdeburgo           | Magdeburgo  | GETEC Arena                   | 6,800       |
| Melsungen            | Melsungen   | Rothenbach-Halle              | 4,300       |
| Minden               | Minden      | Kampa-Halle                   | 4,059       |
| Rhein-Neckar Löwen   | Mannheim    | SAP Arena                     | 13,200      |
| Wetzlar              | Wetzlar     | Rittal Arena Wetzlar          | 4,421       |

## Classifica finale
| Pos | Squadra                | G  | V  | N | P  | GF   | GS   | DG   | Pt | Qualificazione o retrocessione |
| --- | ---------------------- | -- | -- | - | -- | ---- | ---- | ---- | -- | ------------------------------ |
| 1   | THW Kiel               | 34 | 29 | 1 | 4  | 1098 | 917  | +181 | 59 | Champions League               |
| 2   | SC Magdeburgo          | 34 | 27 | 3 | 4  | 1124 | 982  | +142 | 57 | Champions League               |
| 3   | Füchse Berlino         | 34 | 25 | 1 | 8  | 1103 | 990  | +113 | 51 | European League                |
| 4   | SG Flensburg-Handewitt | 34 | 23 | 3 | 8  | 1062 | 929  | +133 | 49 | European League                |
| 5   | Rhein-Neckar Löwen     | 34 | 22 | 1 | 11 | 1133 | 1025 | +108 | 45 | European League                |
| 6   | TSV Hannover-Burgdorf  | 34 | 18 | 2 | 14 | 994  | 978  | +16  | 38 | European League                |
| 7   | HSV Amburgo            | 34 | 17 | 2 | 15 | 1028 | 1010 | +18  | 36 |                                |
| 8   | TBV Lemgo              | 34 | 16 | 3 | 15 | 1013 | 1010 | +3   | 35 |                                |
| 9   | MT Melsungen           | 34 | 14 | 6 | 14 | 910  | 923  | −13  | 34 |                                |
| 10  | VfL Gummersbach        | 34 | 15 | 3 | 16 | 1036 | 1038 | −2   | 33 |                                |
| 11  | SC DHfK Leipzig        | 34 | 14 | 3 | 17 | 999  | 1013 | −14  | 31 |                                |
| 12  | Bergischer HC          | 34 | 14 | 2 | 18 | 955  | 997  | −42  | 30 |                                |
| 13  | HC Erlangen            | 34 | 14 | 2 | 18 | 1009 | 1061 | −52  | 30 |                                |
| 14  | Frisch Auf Göppingen   | 34 | 9  | 5 | 20 | 955  | 989  | −34  | 23 |                                |
| 15  | TVB Stoccarda          | 34 | 10 | 3 | 21 | 912  | 1003 | −91  | 23 |                                |
| 16  | HSG Wetzlar            | 34 | 8  | 1 | 25 | 886  | 991  | −105 | 17 |                                |
| 17  | GWD Minden             | 34 | 5  | 3 | 26 | 932  | 1093 | −161 | 13 | Retrocessione                  |
| 18  | ASV Hamm-Westfalen     | 34 | 3  | 2 | 29 | 891  | 1091 | −200 | 8  | Retrocessione                  |